# Litsea ellipticibacca
Litsea ellipticibacca är en lagerväxtart som beskrevs av Elmer Drew Merrill. Litsea ellipticibacca ingår i släktet Litsea och familjen lagerväxter. Inga underarter finns listade i Catalogue of Life.